# Ololygon ariadne
Espèce
Synonymes
- Hyla ariadne Bokermann, 1967
- Scinax ariadne (Bokermann, 1967)
- Hyla catharinae bocainensis Lutz, 1968

Statut de conservation UICN

 DD  : Données insuffisantes
Ololygon ariadne est une espèce d'amphibiens de la famille des Hylidae.

## Répartition
Cette espèce est endémique de l'État de São Paulo au Brésil. Elle se rencontre dans la Serra da Bocaina.

## Description
Les mâles mesurent de 35,0 à 38,1 mm.

## Étymologie
Cette espèce est nommée en l'honneur d'Ariadne.

## Publication originale
- Bokermann, 1967 : Dos nuevas especies de Hyla del grupo catharinae (Amphibia, Hylidae). Neotropica, vol. 13, no 4, p. 61-66.